# رنگین‌تاب گوش‌سفید
رنگین‌تاب گوش‌سفید (نام علمی: Galbalcyrhynchus leucotis) نام یک گونه از تیره رنگین‌تاب است.